# Neonauclea pseudocalycina
Neonauclea pseudocalycina är en måreväxtart som beskrevs av Colin Ernest Ridsdale. Neonauclea pseudocalycina ingår i släktet Neonauclea och familjen måreväxter. Inga underarter finns listade i Catalogue of Life.